# Tito Ortiz

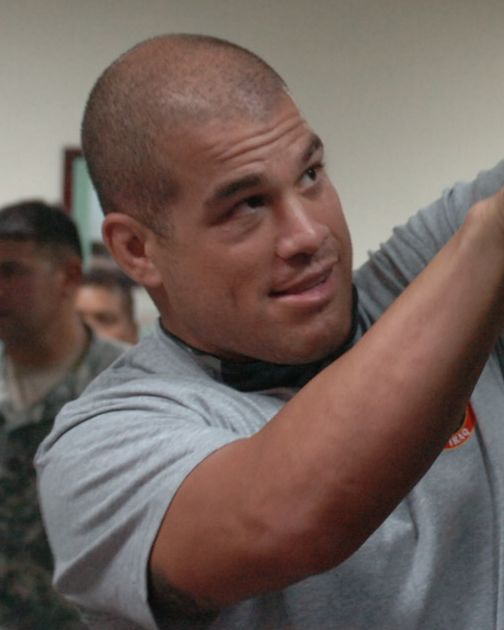
Tito Ortiz

Tito Ortiz (* 23. Januar 1975 als Jacob Christopher Ortiz) ist ein US-amerikanischer Mixed-Martial-Arts-Kämpfer. Seine Kampfbilanz beläuft sich auf 18 Siege, elf Niederlagen und ein Unentschieden (Stand 1. Juli 2015). Er tritt auch als Schauspieler in Erscheinung.

## MMA-Karriere

### Anfänge
Tito Ortiz wuchs in der kalifornischen Stadt Huntington Beach auf. Er begann in der High School mit Ringen und führte diesen Sport am College weiter. Seinen ersten Kontakt mit MMA hatte er als Sparringspartner von Tank Abbott, der auf September 1996 seine Rückkehr in den Ring vorbereitete. Im Mai 1997 nahm Ortiz an seinem ersten MMA-Turnier teil, an der UFC 13 - The Ultimate Force des Veranstalters Ultimate Fighting Championship. In seinem ersten Kampf besiegte er Wes Albritton nach einer halben Minute durch TKO. In seinem zweiten Kampf, den er als Ersatz für Enson Inoue bestritt, musste er dann gegen den Veteranen Guy Mezger vom Team Lion's Den nach drei Minuten aufgeben.
Nach dieser ersten Erfahrung bestritt Tito Ortiz im Dezember 1998 einen Kampf für den kleinen Veranstalter West Coast NHB Championships, bei dem er Jeremy Screeton zur Aufgabe zwang. Im Januar 1999 kehrte er in die UFC zurück und besiegte Mezgers Trainingspartner Jerry Bohlander durch TKO. An der UFC 19 im März kam es zu einem Rückkampf mit Mezger, den dieser durch TKO verlor. Wie schon bei Bohlander, zog Ortiz nach dem Kampf ein T-Shirt an mit einem Spruch darauf, der seinen Gegner beleidigte. Dies erzürnte vor allem Lion's-Den-Gründer Ken Shamrock, mit dem es nach dem Kampf fast zu einer Schlägerei kam. In seinem nächsten Kampf sollte Ortiz im September an der UFC 22 gegen Ken Shamrocks Bruder Frank um den UFC Middleweight Title antreten. Ortiz wurde in der vierten Runde bezwungen und Frank Shamrock trat daraufhin als Champion aus der UFC zurück.

### UFC Middleweight Champion
Darauf kämpfte Tito Ortiz im April 2000 an der UFC 25, die in Japan stattfand, gegen Wanderlei Silva um den nach dem Rücktritt Shamrocks vakant gewordenen UFC Middleweight Title. Als Pride-Kämpfer war Silva durch das striktere Regelwerk der UFC limitiert und verlor nach Punkten. Ortiz wurde somit UFC Middleweight Champion, ein Titel, der danach in den UFC Light-Heavyweight Champion umgewandelt wurde.
Im Dezember musste Ortiz seinen Titel erstmals verteidigen. Yuki Kondo musste schon in der ersten Runde gegen ihn aufgeben. Seinen nächsten Gegner, Evan Tanner, besiegte Ortiz im Februar 2001 in einer halben Minute durch KO. Darauf bezwang er Elvis Sinosic an der UFC 32 durch TKO und Vladimir Matyushenko an der UFC 33 nach Punkten. Der nächste Kampf wurde auf November 2002 an der UFC 40 gegen Ken Shamrock festgesetzt. Es sollte einer der UFC-Events mit den höchsten PPV-Verkaufszahlen werden. Ortiz gewann durch TKO in der dritten Runde.

### Verlust des Titels und weitere Karriere
Ortiz bestritt darauf fast ein Jahr keinen Kampf mehr. Erst an der UFC 44 im September 2003 stellte er sich Randy Couture in einem Titelkampf. Couture dominierte und gewann nach Punkten, Ortiz musste seinen Titel abgeben. Seinen nächsten Kampf bestritt er gegen Chuck Liddell, der ihn an der UFC 47 im April 2004 in der zweiten Runde KO schlug. Seine beiden nächsten Kämpfe, im Oktober 2004 gegen Patrick Côté und im Februar 2005 gegen Vitor Belfort, gewann er nach Punkten.
Nach einer Auszeit von der UFC nahm Ortiz als Coach und Kontrahent von Ken Shamrock an der dritten Staffel von The Ultimate Fighter teil. Im April 2006 an der UFC 59 bestritt er dann wieder einen MMA-Kampf, bei dem er Forrest Griffin nach Punkten besiegte. Im Juli 2006 trat er ein weiteres Mal gegen Ken Shamrock an und gewann durch TKO in der ersten Runde und auch das im Oktober stattfindende Rematch endete auf dieselbe Weise. Im Dezember verlor Ortiz dann erneut gegen Chuck Liddell, diesmal durch TKO.
Im Juli 2007 trat Ortiz gegen Rashad Evans an. Der Kampf, bei dem sich Ortiz wiederholt an der Umrandung des Rings festhielt, wurde unentschieden gewertet. Seinen nächsten Kampf bestritt er im Mai 2008 gegen Lyoto Machida. Nach der Punkteniederlage gab Ortiz bekannt, er werde seinen auslaufenden Vertrag nicht verlängern und künftig nicht mehr in der UFC kämpfen. Dennoch unterschrieb er nach einer Auszeit erneut bei der UFC. Er verlor an der UFC 106 im November 2009 gegen Forrest Griffin nach Punkten. Für die elfte Staffel von The Ultimate Figher wurde er wieder als Coach verpflichtet, diesmal als Kontrahent von Chuck Liddell. An der UFC 121 im Oktober verlor er dann gegen Matt Hamill nach Punkten.

## Schauspielerei
Seit 1999 trat Ortiz in mehreren Film- und Fernsehproduktionen in Erscheinung, zumeist in kleinen Rollen. In dem Film Zombie Strippers von 2008, in dem seine Frau eine Hauptrolle spielte, hatte Ortiz einen kurzen Auftritt. 2021 übernahm er die Hauptrolle in Robot Apocalypse.

## Poker
Mitte März 2017 spielte Ortiz beim Main Event der PokerStars Championship in Panama, einem Pokerturnier mit 5300 US-Dollar Buy-in. Dort belegte er den 22. Platz und erhielt ein Preisgeld von über 16.000 US-Dollar.

## Privates
Von 2006 bis 2013 war Tito Ortiz mit der früheren Pornodarstellerin Jenna Jameson liiert und hat mit ihr zwei Kinder. Außerdem hat er einen Sohn aus früherer Ehe.